# Ребольедо Пуэльо, Педро
Педро Ребольедо Пуэльо (исп. Pedro Rebolledo Puello; 27 апреля 1895, Панама, Панама — 3 октября 1963, Давид, Панама) — панамский композитор.
Ученик Руфино Саиса Альвареса. С 1919 года играл на трубе в республиканском духовом оркестре, с 1924 года продолжал учиться музыке в Мексике, где играл в оркестре под руководством Хулиана Каррильо. Вернувшись в 1926 году в Панаму, основал в 1934 году Панамский союз музыкантов, в составе которого сформировался первый в Панаме симфонический оркестр.
В 1937—1949 годах возглавлял Национальный духовой оркестр, в 1944—1949 годах был профессором композиции и гармонии в Панамской консерватории (среди его учеников, в частности, Роке Кордеро). Ребольедо написал две симфонии, концертино для кларнета с оркестром 

и др.